# Dermatohomoeus
Dermatohomoeus is een kevergeslacht uit de familie van de truffelkevers (Leiodidae). De wetenschappelijke naam van het geslacht werd in 1963 gepubliceerd door Hlisnikovský.

## Soorten
- Dermatohomoeus balkei
- Dermatohomoeus biroi Hlisnikovský, 1963[1]
- Devmatohomoeus fulvus Daffner, 1986[2]
- Dermatohomoeus guineensis Hlisnikovský, 1963[1]
- Dermatohomoeus kaszabi Hlisnikovský, 1963[1]
  - = Dermatohomoeus reticulatus Hlisnikovský, 1966[2]
- Dermatohomoeus maliauensis
- Dermatohomoeus michaeli
- Dermatohomoeus miyatakei (Hisamatsu, 1957)
  - = Colenis miyatakei Hisamatsu, 1957
  - = Colenisia miyatakei (Hisamatsu, 1957)
- Dermatohomoeus neoguineensis Hlisnikovský, 1963[1]
  - = Dermatohomoeus parvulus Hlisnikovský, 1963[1]
- Dermatohomoeus pilosus (Hlisnikovský, 1964)
  - = Bironellia pilosa Hlisnikovský, 1964
  - = Dermatohomoeus salomonis Hlisnikovský, 1966
- Dermatohomoeus puncticollis Hlisnikovský, 1963[1]
- Dermatohomoeus sedlaceki Daffner, 1986[2]
- Dermatohomoeus terrenus (Hisamatsu, 1985)[3]
  - = Colenis terrena Hisamatsu, 1985[4]
- Dermatohomoeus wachteli Daffner, 1986[2]